# Фішер (Іллінойс)
Фішер (англ. Fisher) — селище (англ. village) в США, в окрузі Шампейн штату Іллінойс. Населення — 2062 особи (2020).

## Географія
Фішер розташований за координатами 40°18′56″ пн. ш. 88°20′59″ зх. д. / 40.31556° пн. ш. 88.34972° зх. д. (40.315548, -88.349655).  За даними Бюро перепису населення США в 2010 році селище мало площу 3,34 км², уся площа — суходіл.

## Демографія
Згідно з переписом 2010 року, у селищі мешкала 1881 особа в 717 домогосподарствах у складі 537 родин. Густота населення становила 562 особи/км².  Було 765 помешкань (229/км²).
Расовий склад населення:
| - 98,1 % — білих - 0,4 % — азіатів - 0,2 % — корінних американців |

До двох чи більше рас належало 0,8 %. Частка іспаномовних становила 1,8 % від усіх жителів.
За віковим діапазоном населення розподілялося таким чином: 27,6 % — особи молодші 18 років, 58,6 % — особи у віці 18—64 років, 13,8 % — особи у віці 65 років та старші. Медіана віку мешканця становила 37,5 року. На 100 осіб жіночої статі у селищі припадало 97,6 чоловіків;  на 100 жінок у віці від 18 років та старших — 93,9 чоловіків також старших 18 років.
Середній дохід на одне домашнє господарство  становив 64 419 доларів США (медіана — 56 420), а середній дохід на одну сім'ю — 72 775 доларів (медіана — 66 346). Медіана доходів становила 42 109 доларів для чоловіків та 37 944 долари для жінок. За межею бідності перебувало 7,5 % осіб, у тому числі 10,8 % дітей у віці до 18 років та 3,7 % осіб у віці 65 років та старших.
Цивільне працевлаштоване населення становило 1001 осіб. Основні галузі зайнятості: освіта, охорона здоров'я та соціальна допомога — 21,2 %, виробництво — 14,6 %, роздрібна торгівля — 10,7 %, транспорт — 9,8 %.